# Scarab (sonde spatiale)
Pour les articles homonymes, voir Scarab.

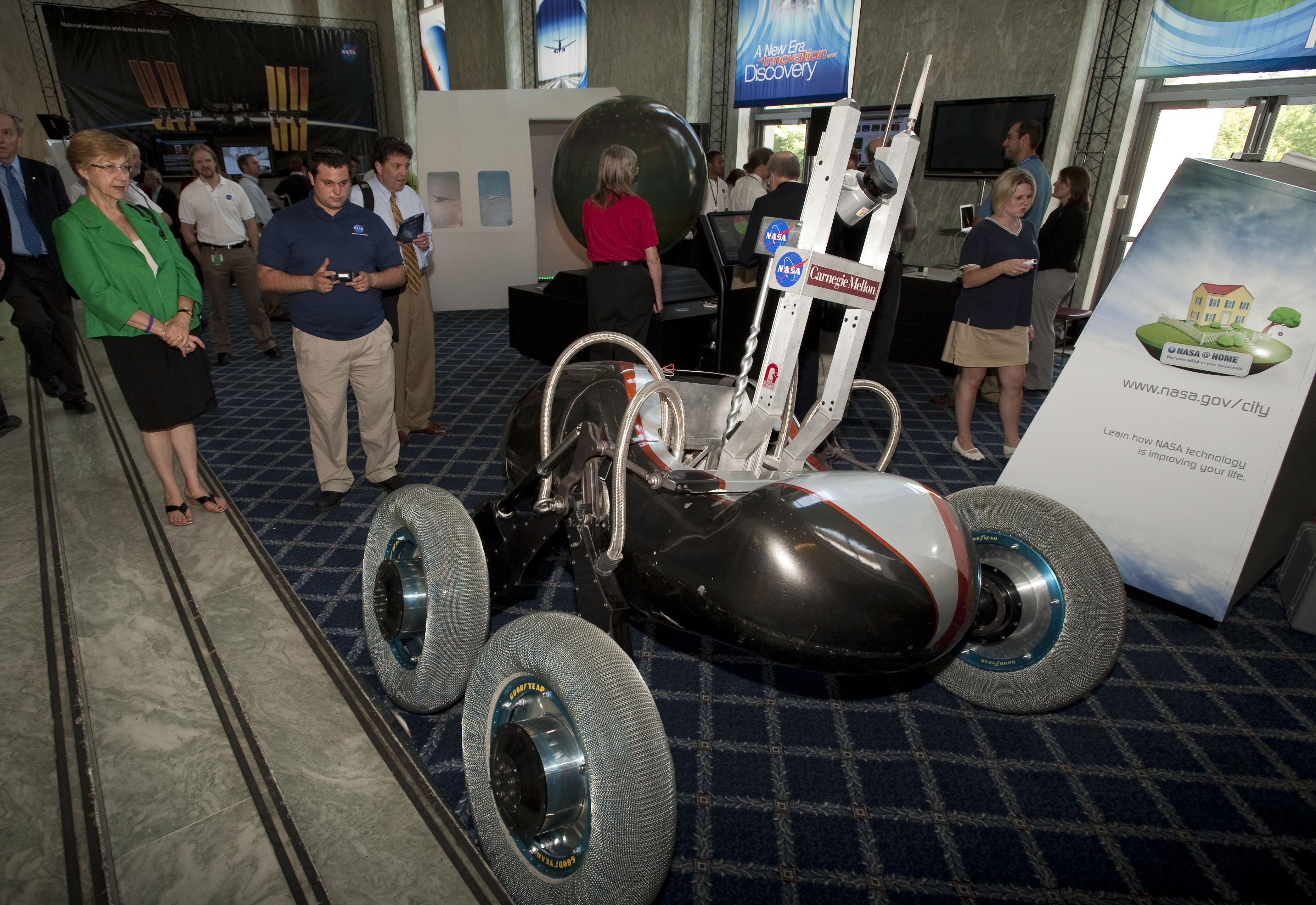
Scarab en 2010.

Scarab est un prototype de rover lunaire de nouvelle génération développé par la National Aeronautics and Space Administration à partir de la fin des années 2000 et destiné à explorer les cratères lunaires pour savoir si l'installation d’une base habitée y est possible. Cet engin de 400 kg est également conçu pour aider les astronautes à récolter des échantillons de roches et de minéraux et à explorer la surface lunaire,. Il est développé par l'institut de robotique de l'Université Carnegie-Mellon, soutenu par la NASA.